# Keith Alexander
Keith Alexander (Nottingham, 14 de novembro de 1953 – Lincoln, 3 de março de 2010) foi um futebolista e treinador de futebol santa-lucense, nascido na Inglaterra.

## Carreira
Em sua carreira de jogador, que durou 22 anos, Alexander jogou apenas em clubes das divisões de acesso do Campeonato Inglês e também passou pelo futebol da Irlanda do Norte; o Notts County, onde se profissionalizou em 1974, foi o único clube de nível profissional que o atacante defendeu, embora não tivesse jogado nenhuma partida oficial pelos Magpies. Também jogou por Wisbech Town, Arnold, Worksop Town, Clifton, Attenborough, Ilkeston Town, Kimberley Town, Alfreton Town, Stamford (2 passagens), Boston United, King's Lynn (também com 2 passagens pelo clube), Corby Town, Spalding United, Boston Town, Grantham Town, Kettering Town, Wisbech Town (ambos por emprésstimo), Barnet, Grimsby Town, Stockport County, Lincoln City (onde também foi técnico, entre 1993 e 1994 e de 2002 a 2006), Mansfield Town, Cliftonville (por empréstimo) e Ilkeston Town, onde se aposentou em 1996, também sem entrar em campo.
No mesmo ano de sua aposentadoria, virou treinador do Ilkeston, onde permaneceria até 2000. Comandou também Northwich Victoria, Peterborough United e Macclesfield Town, além de ter sido diretor de futebol no Bury.

## Seleção
Inglês de nascimento, Alexander possuía origens em Santa Lúcia, e jogou 3 partidas pela Seleção da ilha, todas em 1990.

## Morte
Em 3 de março de 2010, Alexander, que já possuía um aneurisma cerebral desde 2003, quando comandava o Lincoln City, se queixou de dores na cabeça e foi levado ao hospital. O mal-estar se originou após a partida contra o Notts County (seu primeiro clube como jogador), em 2 de março. Ele não resistiu a um colapso sofrido no Hospital de Lincoln e morreu, aos 56 anos de idade. A causa mortis foi uma crise de soluços. Alexander se preparava para fazer sua centésima partida no comando do Macclesfield Town.
Várias homenagens foram prestadas a Keith no dia de sua morte. O presidente do Macclesfield, Mike Rance, prestou uma emocionada homenagem ao ex-atacante, dizendo que "talvez fosse conveniente que a última conversa que tivemos foi sobre futebol".